# Moda das décadas de 1650 a 1700 na Europa Ocidental

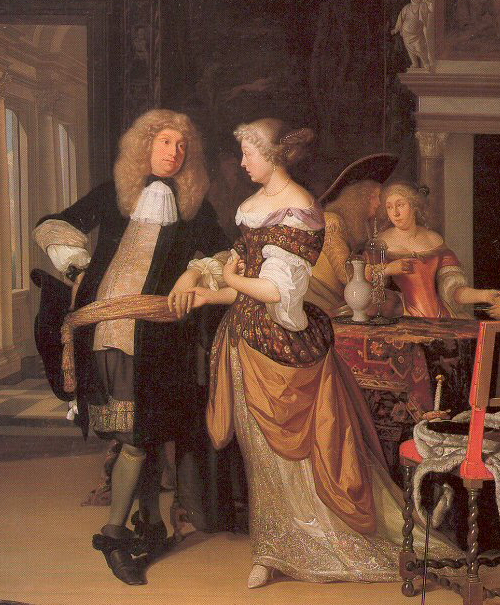
Casal elegante. 1678

A moda ocidental no período 1650-1700 nas roupas Europeias é caracterizada por mudanças rápidas. O estilo desta época é conhecido como barroco. Após o fim da Guerra dos Trinta Anos, com a subida de Luís XIV ao trono da França e da Restauração de Carlos II da Inglaterra, as influências militares no vestuário masculino foram substituídas por um breve período de exuberância decorativa que depois se transformou no traje de casaco, colete e calções que reinaria no século seguinte e metade. No ciclo normal da moda, a silhueta larga e de cintura alta do período anterior foi substituída por uma linha longa e magra com cintura baixa para homens e mulheres. Este período também marcou a ascensão da peruca como um elemento essencial

## Moda Feminina

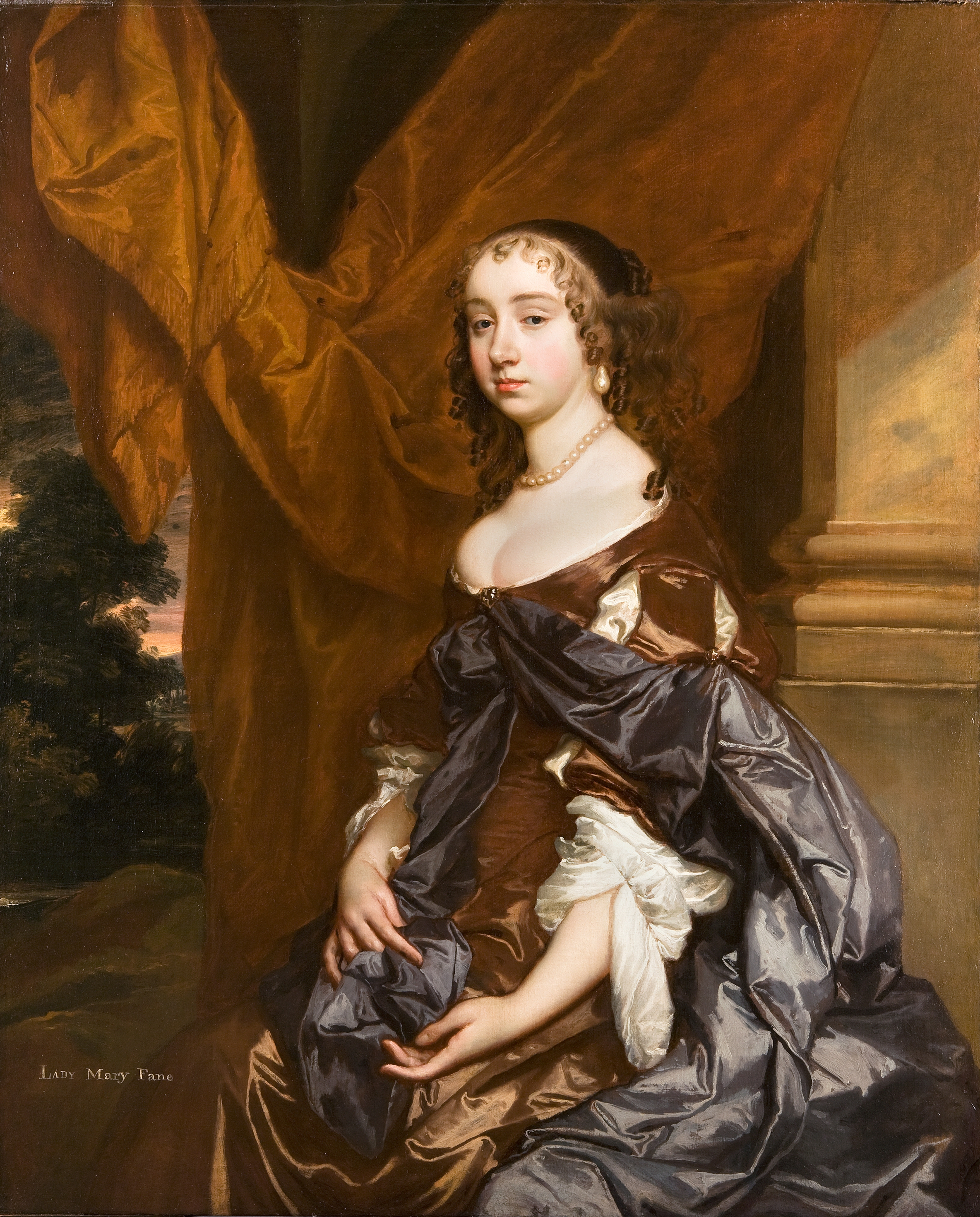
Retrato de Lady Mary Fane usando um vestido de cetim marrom, com espartilho da mesma cor, e mangas forradas. Seu cabelo é mantido cheio com pequenos cachos, e ela usa brincos de pérolas e um colar de pérolas. Década de 1660.

### Visão geral
As cortes europeias desse período, influenciadas pela corte francesa de Luís XIV, deixaram para trás os costumes puritanos do período anterior e entraram numa época mais libertina e despreocupada. Usar vestidos decotados que expunham os seios e ombros passou a ser aceito com naturalidade. Mostrar pernas e tornozelos femininos era considerado mais ousado do que seios expostos. A silhueta ficava modelada pelo espartilho, com um decote baixo e largo e ombro caído. Nas décadas posteriores, a barra do vestido foi puxada para trás e mantida presa para exibir a saia que se usava por baixo, que era bem decorada. O espartilho era geralmente forrado com tecido da mesma cor do vestido, ficando pouco perceptível. O visual largo e de cintura alta do período anterior foi gradualmente substituído por uma longa linha vertical, com ênfase horizontal no ombro. As mangas largas e soltas terminavam logo abaixo do cotovelo em meados do século e se tornavam mais compridas e apertadas de acordo com a nova tendência. 
A moda da corte espanhola permaneceu fora de sintonia com as modas que surgiram na França e na Inglaterra, e a próspera Holanda também manteve suas próprias modas modestas, especialmente seus toucados e penteados, como também a gola no período anterior.
Em 1683 a Madame de Maintenon tornou-se esposa do rei Luís XIV e passou a usar o prestigio de sua nova posição para melhorar os costumes da corte. Os decotes profundos diminuíram e a religiosidade entrou em moda.

### Negligência romântica
Surgiu uma nova moda ousada de ter o retrato pintado despido ou usando um vestido folgado tipo camisola ou uma camisa folgada, com cachos despenteados. O estilo é sintetizado pelos retratos de Peter Lely , que derivam do estilo romantizado originado por Anthony van Dyck na década de 1630. As roupas que aparecem nesses retratos não representam o que era usado na rua ou na corte. 

### Mântua

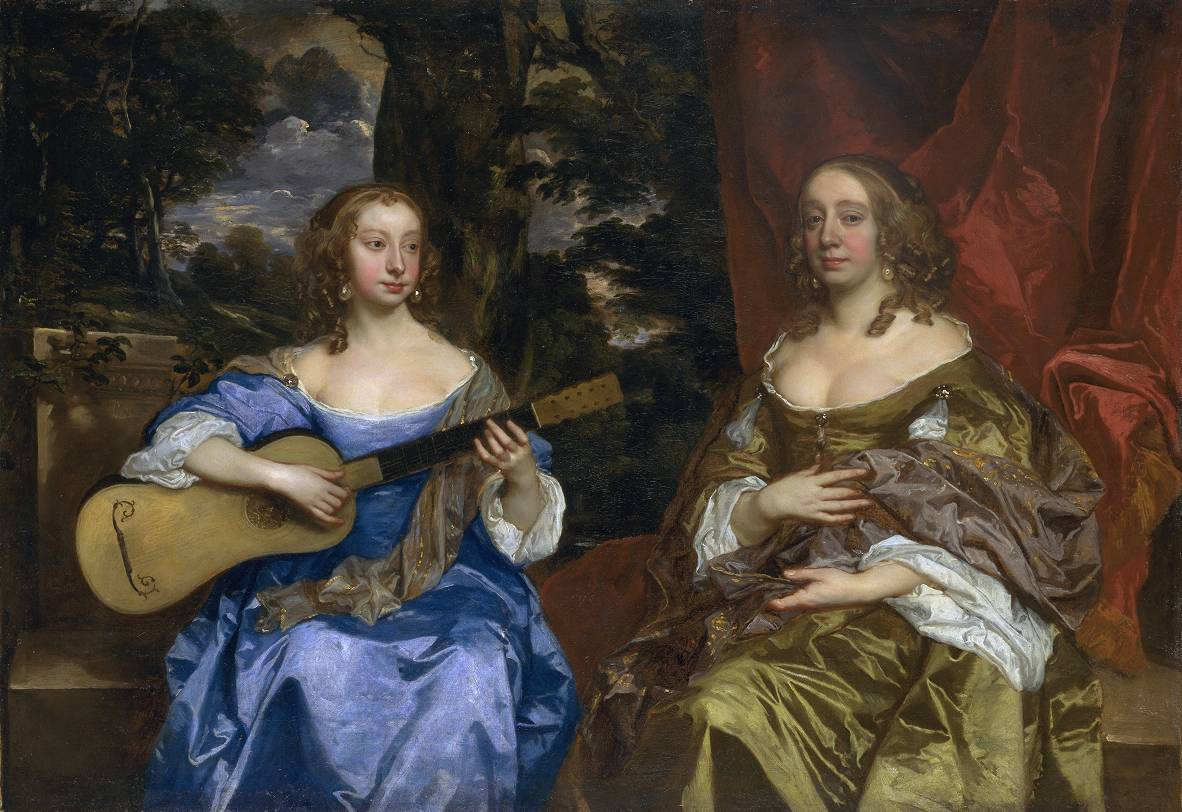
Duas Damas da Família Lake com vestidos de cetim com mangas volumosas. O cabelo é usado partido ao meio com cachos nas laterais na altura dos ombros. A falta de um lenço para cobrir o peito é característica do Estilo Romântico. Foi nessa época que as mulheres passaram a exibir os seios. Quadro de Peter Lely, década de 1650.

A mântua ou manteau era uma moda nova que surgiu na década de 1680. Em vez de espartilho e saia separados, a mântua era uma peça única que ia dos ombros até os pés (seguindo o estilo dos vestidos de períodos anteriores) começou como a versão feminina do Banyan masculino, inicialmente usado como roupa de dormir, evoluiu para um vestido drapeado e plissado e, eventualmente, evoluiu para um vestido usado enrolado e com várias pregas sobre uma saia de cor diferente e uma barriga. A mântua com espartilho resultou em um decote alto e quadrado em contraste com o decote largo, ombro a ombro, usado anteriormente. O novo visual era mais modesto e encoberto do que as modas anteriores e decididamente exigente, com laços, babados, fitas e outros enfeites, mas o pequeno colar de pérolas e brincos de pérolas ou pingentes usados desde a década de 1630 permaneceu popular.
A mântua, feita de um único pedaço de tecido plissado para combinar com uma longa cauda, era ideal para mostrar os desenhos das novas sedas de padrões elaborados que substituíram os cetins de cores sólidas populares em meados do século.

### Traje de caça e equitação
Em uma anotação de diário de junho de 1666, Samuel Pepys descreve as damas de companhia usando roupas de montaria com casacos masculinos, gibões, chapéus e perucas, "para que, vestidas dessa forma, a única coisa que poderia identifica-las como mulher seria apenas as saias compridas usadas por baixo dos casacos masculinos". Para montar no cavalo com as duas pernas do mesmo lado, a roupa tinha uma saia longa e arrastada. Que poderia ser enrolada ou substituída por uma saia na altura do tornozelo para cavalgar ou caminhar.

### Penteados e Chapéus
No início desse período, o cabelo era usado com um coque na parte de trás e cachos nas laterais da cabeça emoldurando o rosto. Os cachos ficaram mais elaborados na década de 1650, depois mais longos, até que os cachos estavam pendurados graciosamente na altura do ombro. Até a década de 1680, o cabelo era usado repartido, e na década de 1690 o cabelo já era usado solto, com um topete cacheado no alto da cabeça.

Este penteado era muitas vezes coberto por um tecido de renda com babados colocado em pé com laços de cada lado, chamado fontange em homenagem à Marquesa de Fontange, que foi amante do rei Luís XIV da França. Essa moda foi popular desde a década de 1680 até os primeiros anos do século XVIII.

Galeria de Moda Feminina
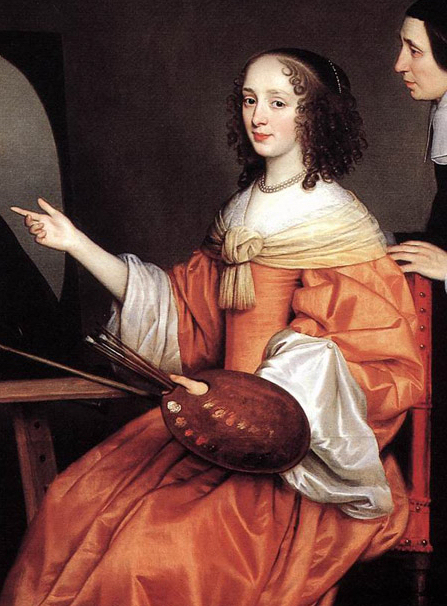
Margareta Maria de Roodere,1652.
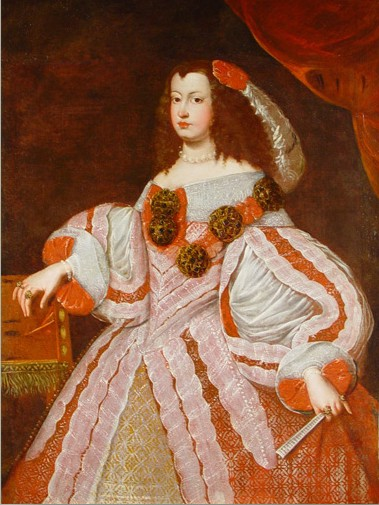
Princesa Maria Teresa da Espanha, futura rainha da França. c1660.
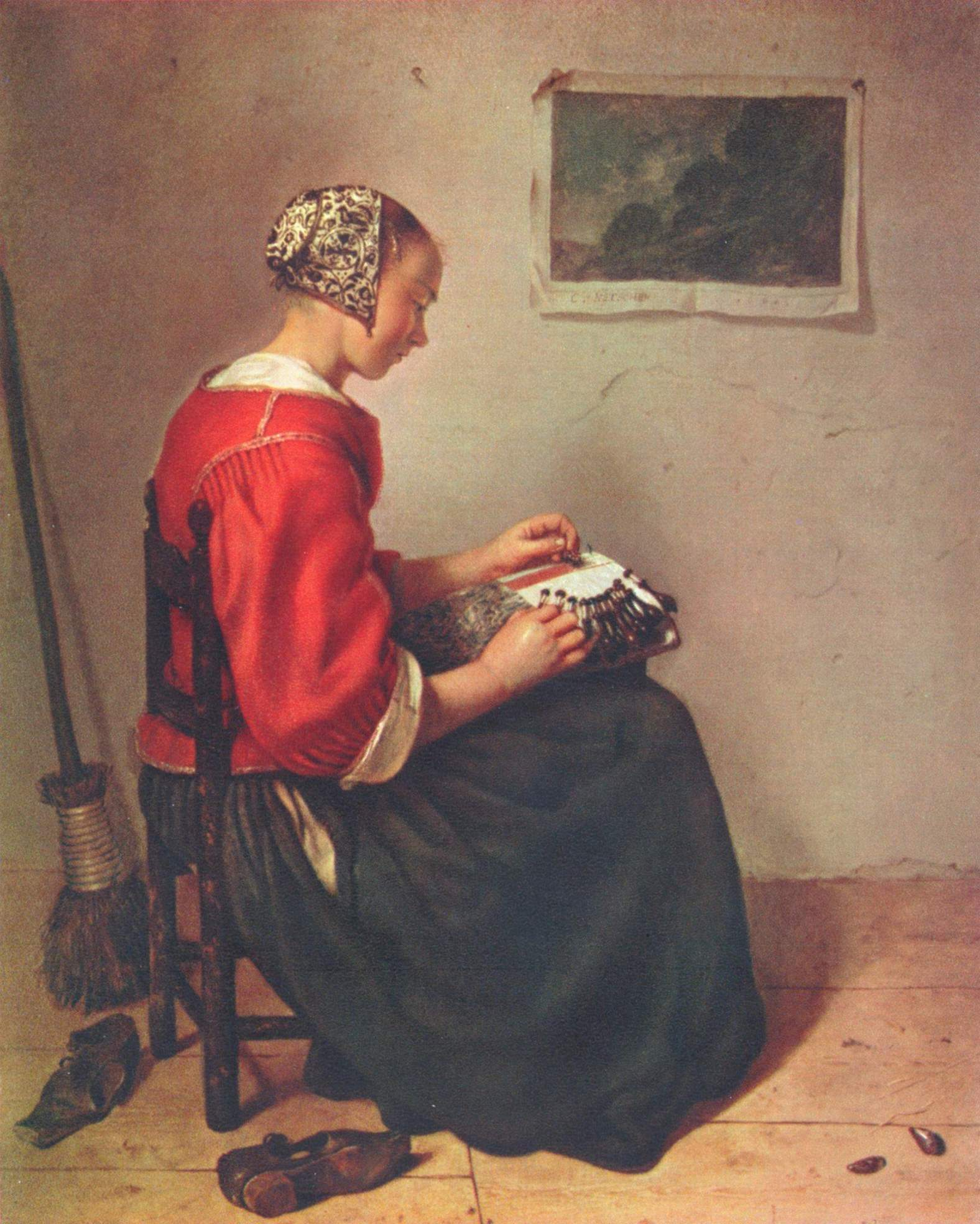
Mulher holandesa, 1662.
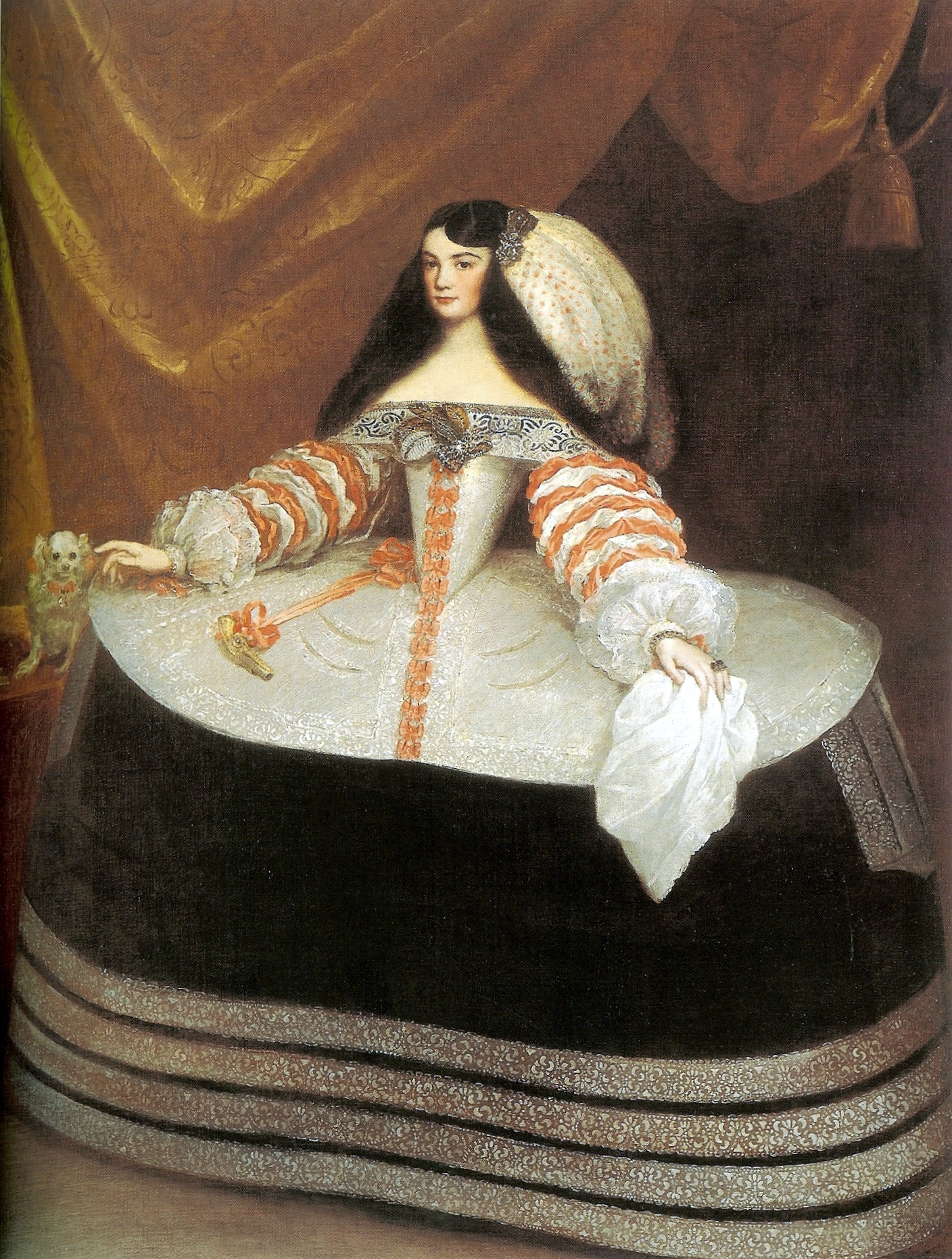
Dona Ines de Zuniga, Espanha c. 1665.
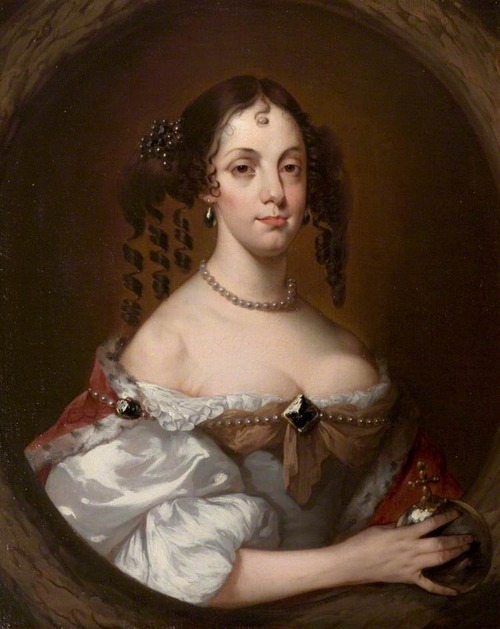
Catarina de Bragança, rainha da Inglaterra. c 1665.
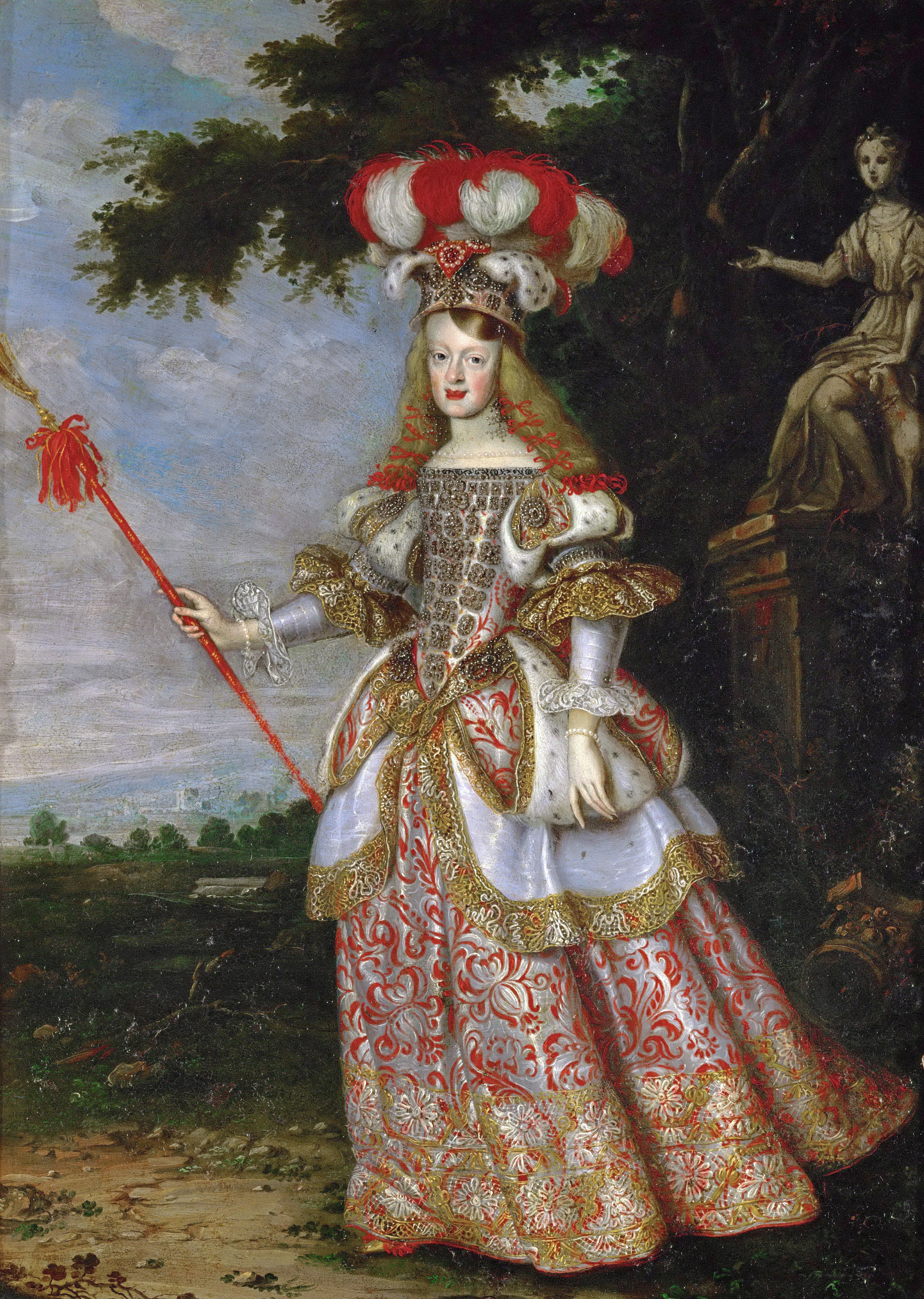
Margarida Teresa da Espanha, Imperatriz da Áustria, 1667.
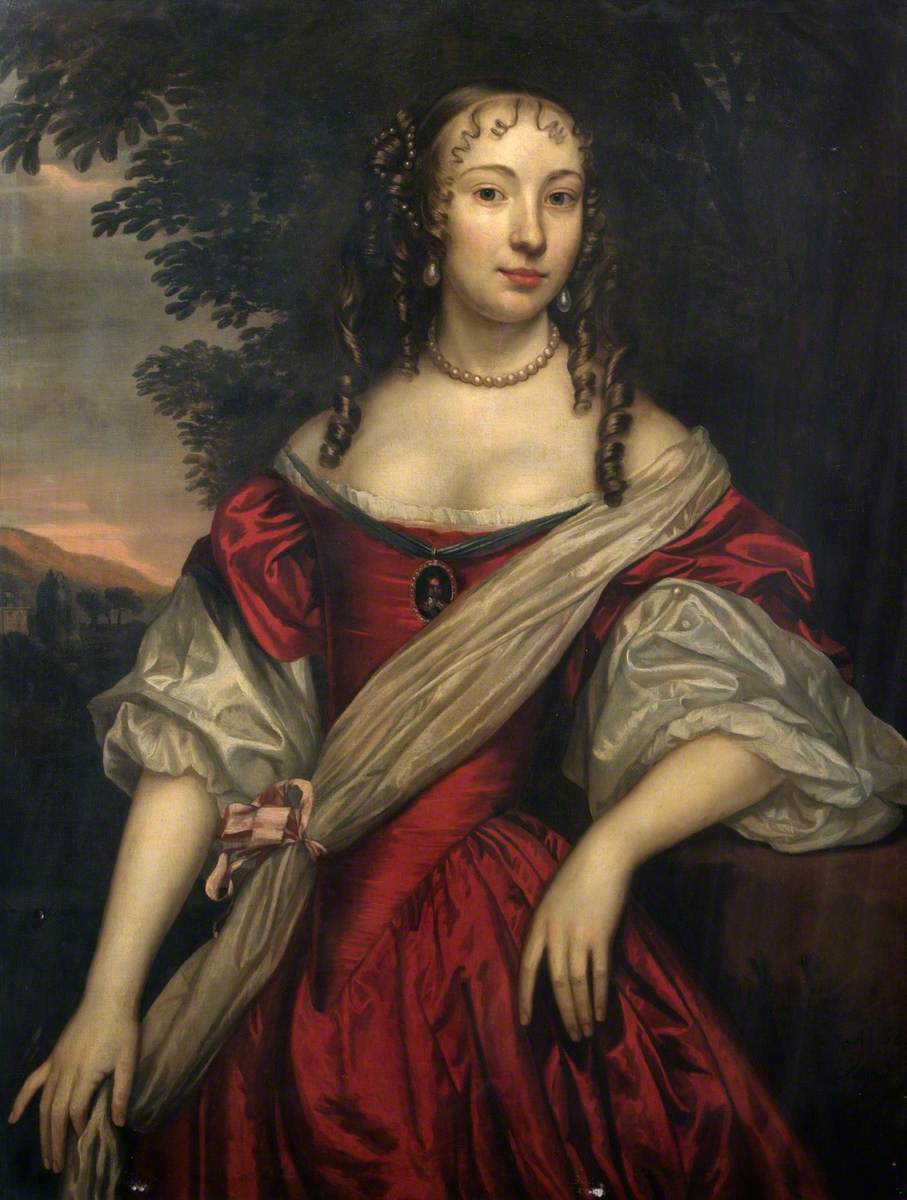
Henriqueta Ana, duquesa de Orleans. França, 1670.
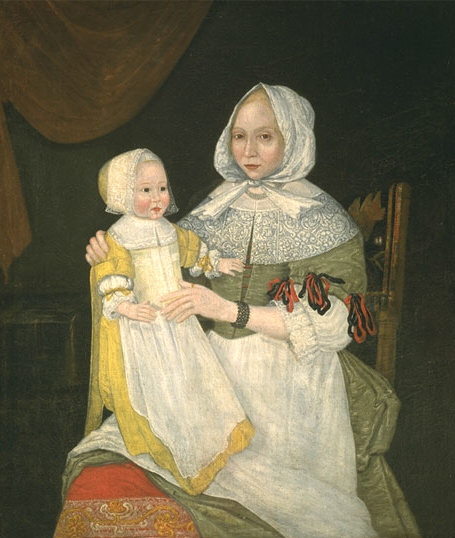
Elizabeth e Mary Freake, Nova Inglaterra, 1674.
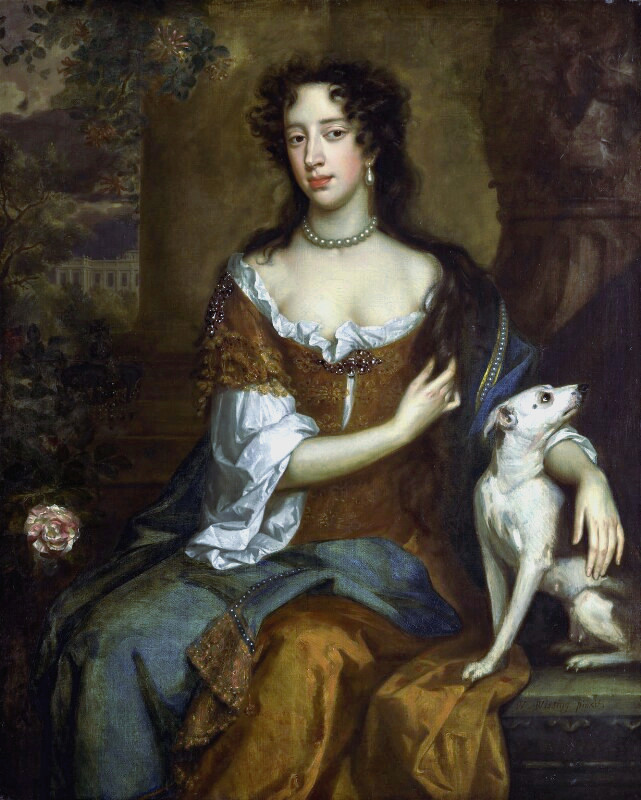
Maria de Módena, rainha da Inglaterra. c 1685.
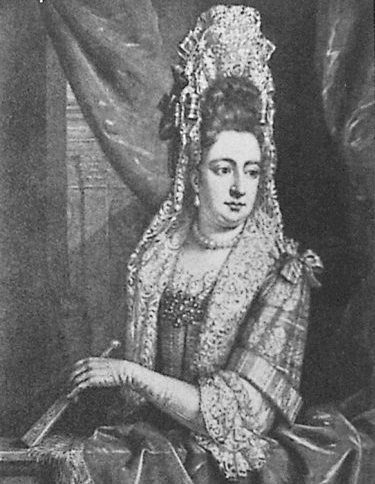
Maria II da Inglaterra, usando um fontange no cabelo, 1688.
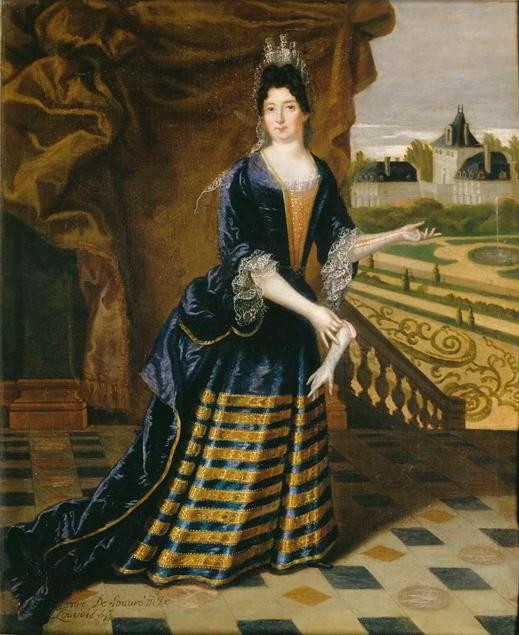
Anne de Souvré. França, 1695.

## Moda Masculina

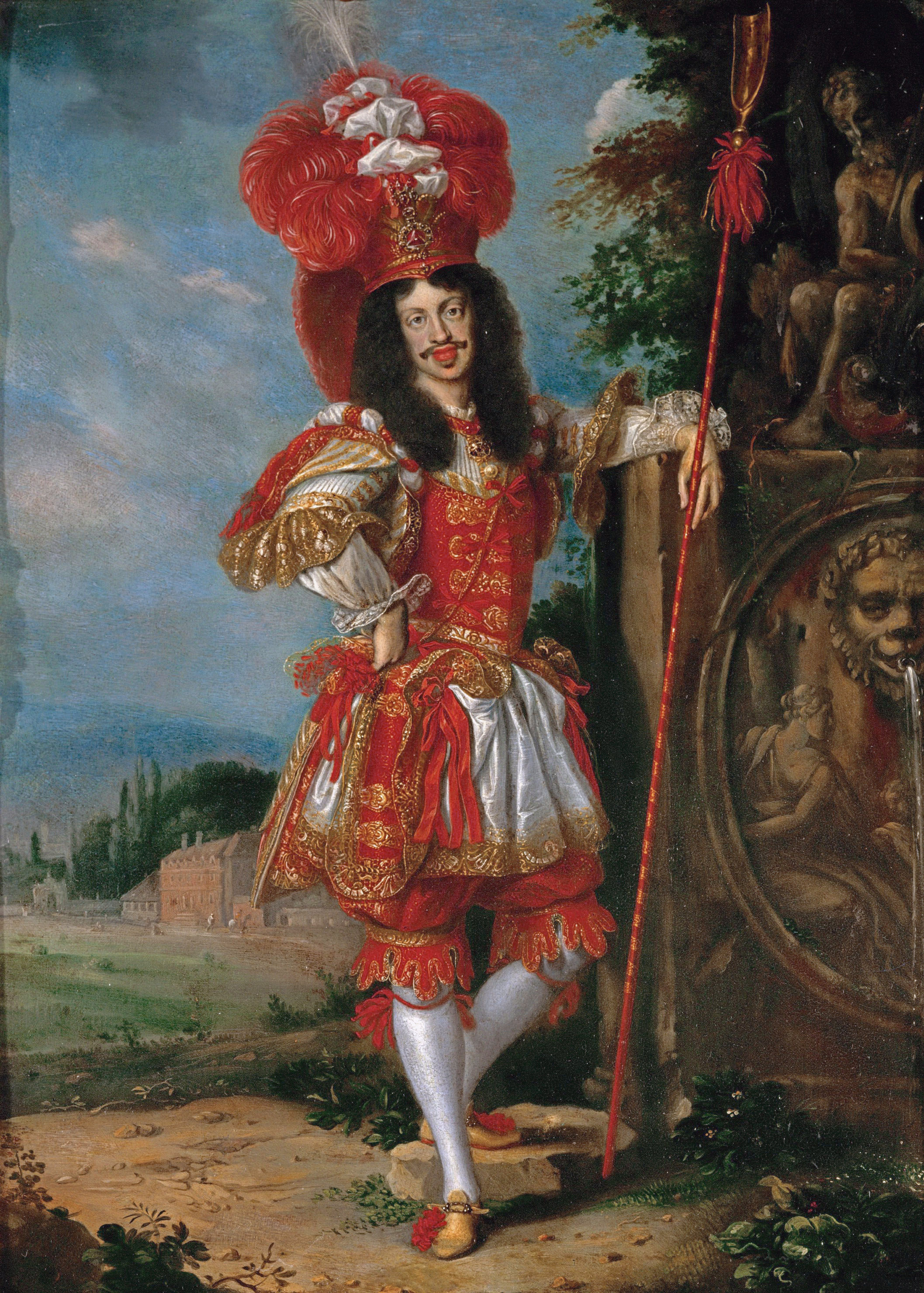
Imperador Leopoldo luxuosamente vestido com um gibão vermelho. 1667

Com o fim da Guerra dos Trinta Anos, as modas da década de 1650 e início da década de 1660 imitaram a nova sensação de paz e relaxamento na Europa. As botas militares deram lugar aos sapatos, e uma mania por calças largas, gibões curtos e centenas de metros de fitas definiram o estilo. As calças largas logo foram sendo recolhidas no joelho: Samuel Pepys escreveu, em 19 de abril de 1663 "neste dia vesti meu terno colorido com calças na altura dos joelhos, que, com novas meias da mesma cor, com cinto e a nova espada de cabo dourado, fica muito bonito." Esta época também foi de grandes variações e transição.
Em 1660 o rei Carlos II retorna para a Inglaterra de pois de passar um longo exilio na França. E em 1666, seguindo o exemplo de Luís XIV da França , decretou que na corte inglesa, os homens deveriam usar um casaco comprido, colete, uma gravata, uma peruca, e calças na altura do joelho, bem como um chapéu para uso ao ar livre. Em 1680, essa roupa mais sóbria, semelhante a um uniforme com casaco, colete e calções tornou-se a norma para roupas formais.

### Casaco e colete

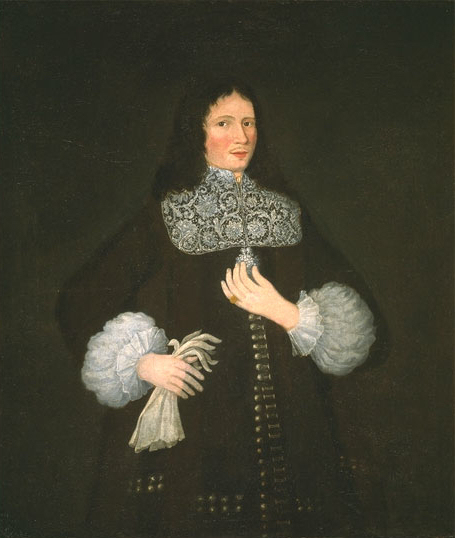
O comerciante John Freake, de Boston (Nova Inglaterra), usando um casaco preto longo. 1674.

As roupas mais soltas da década de 1640 continuaram na década de 1650. Na década de 1650, as mangas do casaco variavam de cima para baixo do cotovelo. As mangas podem ser cortadas, não cortadas ou divididas em duas partes e abotoadas juntas. O comprimento do gibão atingia a cintura, mas no final da década de 1650 e início da década de 1660, o gibão ficou muito curto, atingindo apenas a parte inferior da caixa torácica, muito parecido com um bolero. Durante a década de 1660, as mangas variavam muito, podiam ir até a altura ou ainda mais curtas. O gibão pode ser usado aberto ou abotoado na frente. Um fator comum eram muitos metros de laços de fita dispostos nos ombros e nas partes inferiores das mangas.
Um casaco mais longo e bastante largo (ainda com mangas raramente abaixo do cotovelo) apareceu no início da década de 1660 e, à medida que a década avançava, tornou-se o casaco mais popular. O casaco acabaria por substituir o gibão. No final da década de 1660, um punho virado para cima tornou-se popular, embora as mangas ainda permanecessem acima dos cotovelos. Na década de 1670, um colete era usado por baixo do casaco. Geralmente era feito de tecido de cor diferente, muitas vezes luxuoso, e podia ter costas lisas, já que isso não era visto em baixo do casaco. Era uma roupa comprida que na década de 1680 chegava logo acima dos joelhos. Com o final da década de 1670 as mangas ficaram mais compridas e o casaco mais justo. A década de 1680 viu os punhos arrebitados maiores e a cintura do casaco tornou-se muito mais larga. O casaco poderia ter ou não ter lapelas. Este casaco é conhecido como o justacorps. Os bolsos de ambos os lados dos casacos foram dispostos horizontalmente ou verticalmente (especialmente meados da década de 1680) até a década de 1690, quando os bolsos geralmente eram sempre dispostos horizontalmente. O colete pode ser sem mangas ou ter mangas compridas. Normalmente, um colete de mangas compridas era usado no inverno para aumentar o calor. Em meados da década de 1680, as fitas foram reduzidas a um lado do ombro até que, na década de 1690, elas desapareceram.

### Camisa, gola e gravata
A camisa branca de manga comprida com babados permaneceu sem alterações durante todo o período, embora tenha passado a ser coberta pelo colete.
Durante o início e meados da década de 1650, uma pequena gola caída estava em moda. Isso aumentou de tamanho e abrangeu grande parte dos ombros em 1660. Gravatas e jabots em volta do pescoço começaram a ser usados no início da década de 1660. Em meados da década de 1660, a gola havia desaparecido, restando apenas a gravata, às vezes amarrada com um pequeno laço de fita. O vermelho era a cor mais comum para o laço, embora rosa, azul e outras cores também fossem usadas. Na década de 1670, o laço de fitas aumentou de tamanho e na década de 1680, o laço de fitas tornou-se muito grande e intrincado com muitos laços de fita. Em meados da década de 1690, o grande laço de fitas foi descartado. Além disso, um novo estilo de gravata apareceu na década de 1690, o Steinkerk (nomeado após a Batalha de Steenkerque em 1692). Antes, a gravata era sempre usada escorrendo pelo peito; a gravata Steinkerk passava por uma casa de botão do casaco.

### Calções e meias

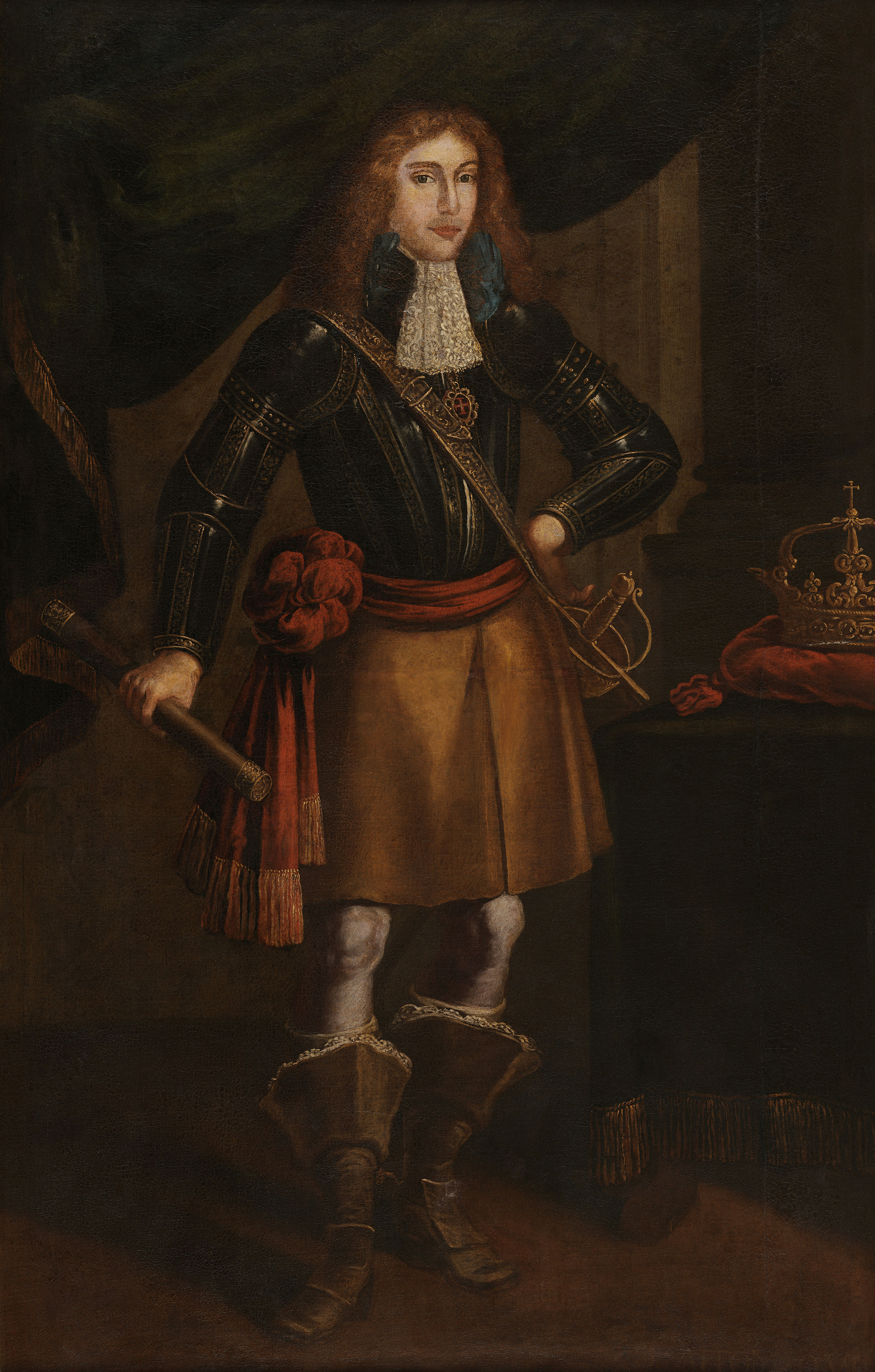
Rei Afonso VI de Portugal, usando um jabô no pescoço, com um laço azul, e uma sobressaia por cima da calça. Década de 1660.

A década anterior viu as calças espanholas como as mais populares. Eram calças rígidas que caíam acima ou logo abaixo do joelho e eram levemente justas. Em meados da década de 1650, na Europa Ocidental, calções muito mais soltos e largos, tornaram-se os mais populares. À medida que a década de 1650 avançava, eles se tornaram maiores e mais soltos, dando a impressão de saia. Eles geralmente eram decorados com muitos metros de fita ao redor da cintura e ao redor do joelho solto na parte externa da perna. Ao lado das calças largas, uma calças um pouca mais justas  chamada rhinegraves, também eram usadas. No início da década de 1660, sua popularidade ultrapassou os calções largos. Eles poderiam ser usados com uma sobressaia sobre eles, neste caso os rhinegraves seriam brancos. A sobressaia era fortemente decorada com fita na cintura e na parte inferior da saia. Seu comprimento era geralmente um pouco acima do joelho, mas também podia se estender além do joelho, de modo que os rhinegraves embaixo não pudessem ser vistos e apenas a parte inferior das meias fosse visível.
Com a crescente popularidade do casaco e colete mais longos, os grandes rhinegraves e foram abandonados em favor de calças mais justas. No final da década de 1670, calças justas eram usadas com as meias usadas sobre elas e sobre ou acima do joelho, muitas vezes sendo ligadas com uma liga abaixo do joelho. Com o colete comprido e as meias até o joelho, pouco se viam os calções. Uma possível razão para que as meias fossem usadas acima do joelho, era para dar a impressão de pernas mais longas, já que o colete ficava muito baixo, logo acima do joelho. As calças tendiam a ser do mesmo material que o casaco. As meias variavam de cor.

### Penteados e chapéus

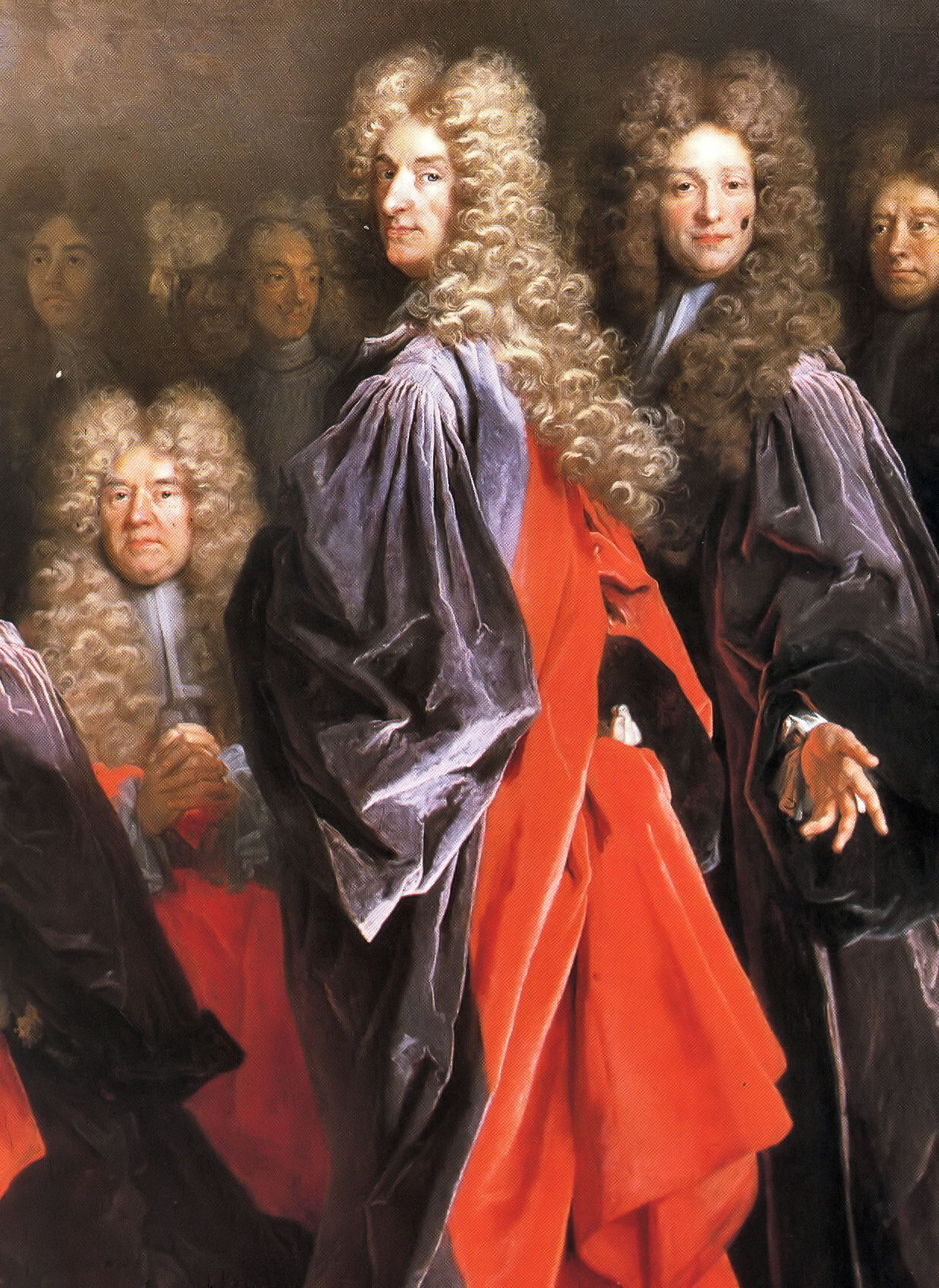
A peruca elaborada da década de 1690.

Durante todo o período, os homens usavam os cabelos compridos com cachos bem acima dos ombros. A franja geralmente era penteada para frente e deixada cair um pouco sobre a testa. Embora os homens usassem perucas para encobrir cabelos ralos ou calvície desde 1624, quando o rei Luís XIII da França (1601-1643) começou a usar perucas, a popularidade da peruca como peça de vestuário é geralmente creditada a seu filho e sucessor Luís XIV da França(1638-1715). Louis começou a ficar careca em uma idade relativamente jovem e teve que encobrir sua calvície com perucas. Suas primeiras perucas imitavam muito os penteados da época, mas davam uma aparência mais volumosa e cheia do que o cabelo natural. Devido ao sucesso das perucas, outros homens também começaram a usar perucas. As perucas foram introduzidas no mundo de língua inglesa, assim com outras modas franceses quando Carlos II foi restaurado ao trono em 1660, após um longo exílio na França. A partir de 1680, perucas com cabelo partido ao meio entraram na moda. O volume no alto da cabeça partido ao meio continuou a crescer na década de 1680 até que na década de 1690 um topete muito alto dividido em duas partes se desenvolveu no topo da cabeça. Além disso, durante a década de 1680, os cachos das perucas se dividiram em três partes: duas partes na frente dos ombros e uma parte caindo sobre as costas. Os cachos da peruca ao longo da década de 1660 até 1700 eram bastante soltos. Cachos mais apertados não apareceriam até depois de 1700. Todas as cores naturais de peruca eram possíveis. Luís XIV tinha preferência por perucas de fios mais escuros, como castanho e preto. Seu filho, comumente referido como "O Grande Delfin", era bem conhecido por usar perucas loiras. O uso de barba foi saindo de moda, embora bigodes finos permanecessem populares até a década de 1680.

Chapéus de abas largas eram comuns nesse período e logo o chapéu tricorne substituiu o antigo chapéu de copa alta e fivela do período anterior (capotain). Às vezes o tricórnio era usado com a ponta sobre a testa ou colocada virada em um ângulo de 45 graus da testa.

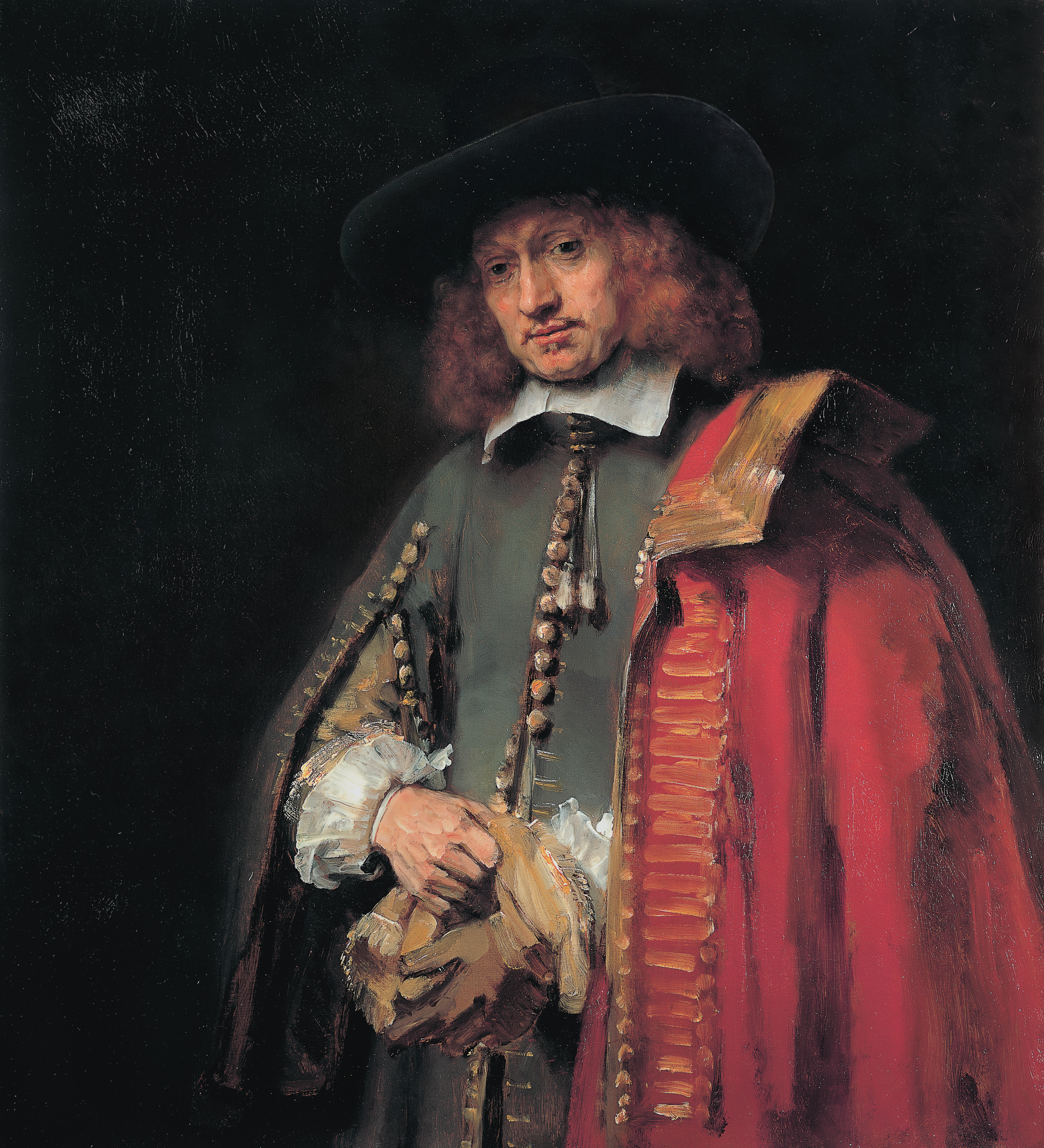
Jan Six usando um casaco de mangas abertas. Holanda, 1654.
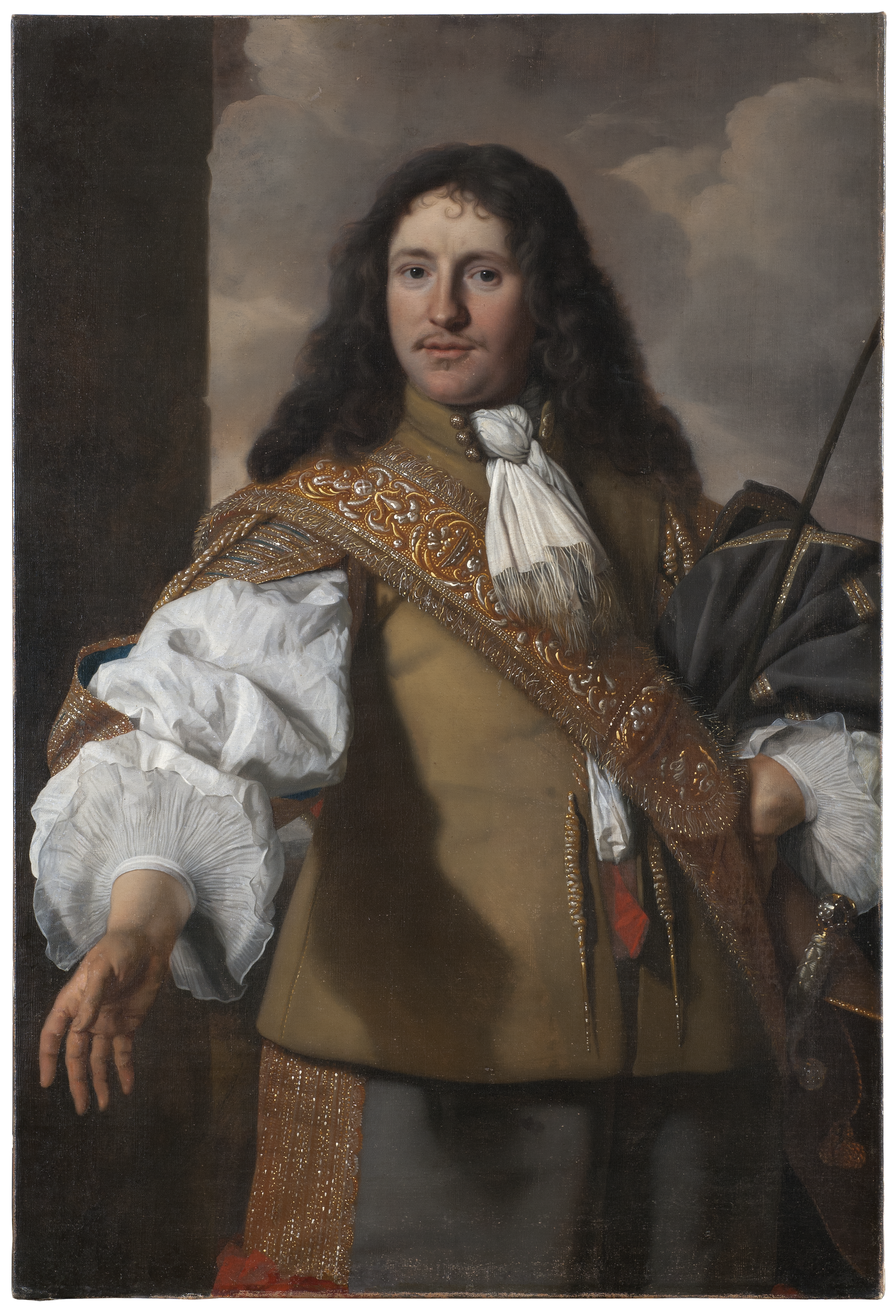
Emanuel De Geer. Suécia, 1656
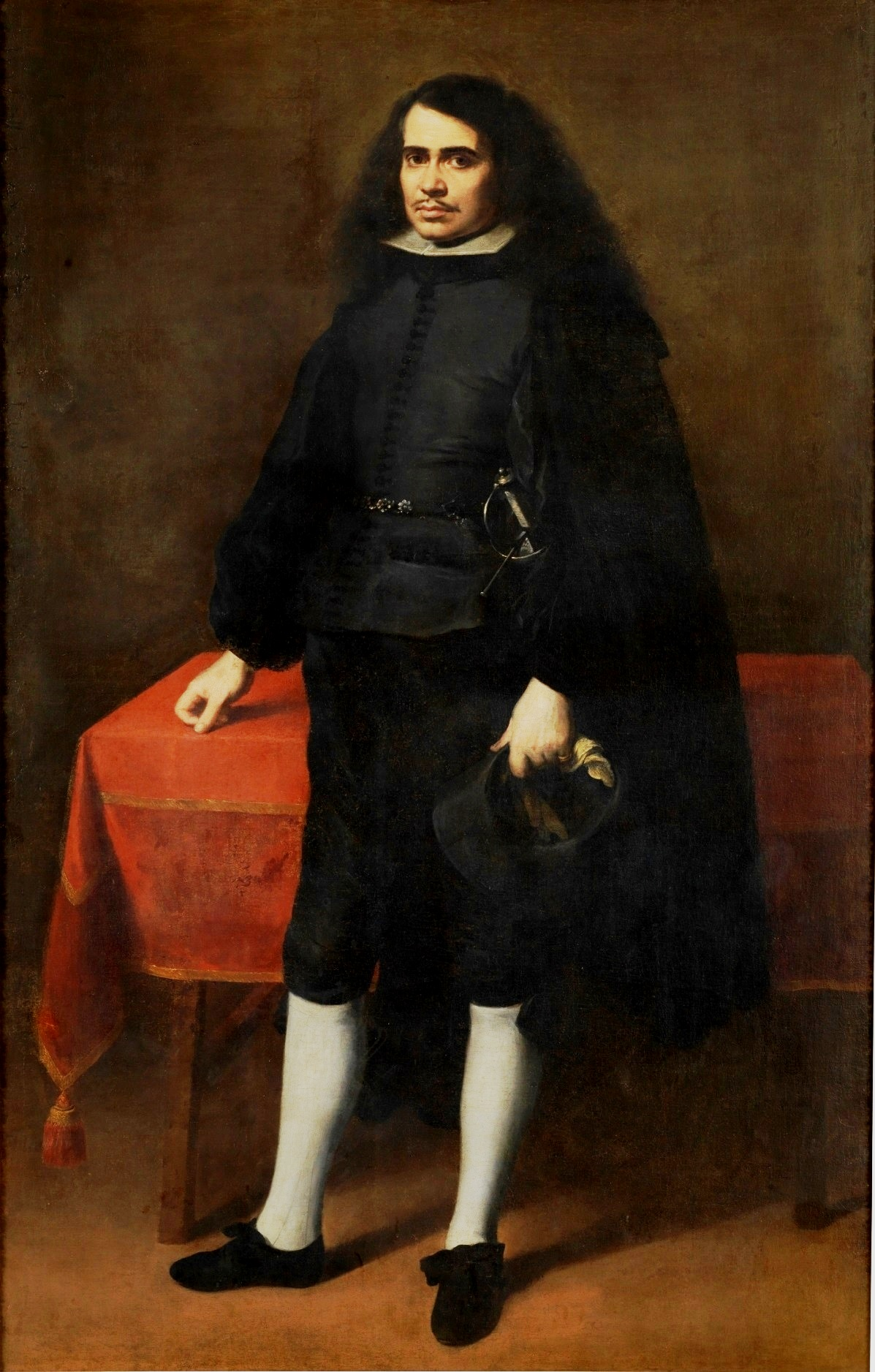
Bartolomé Esteban Perez Murillo. Espanha, 1660
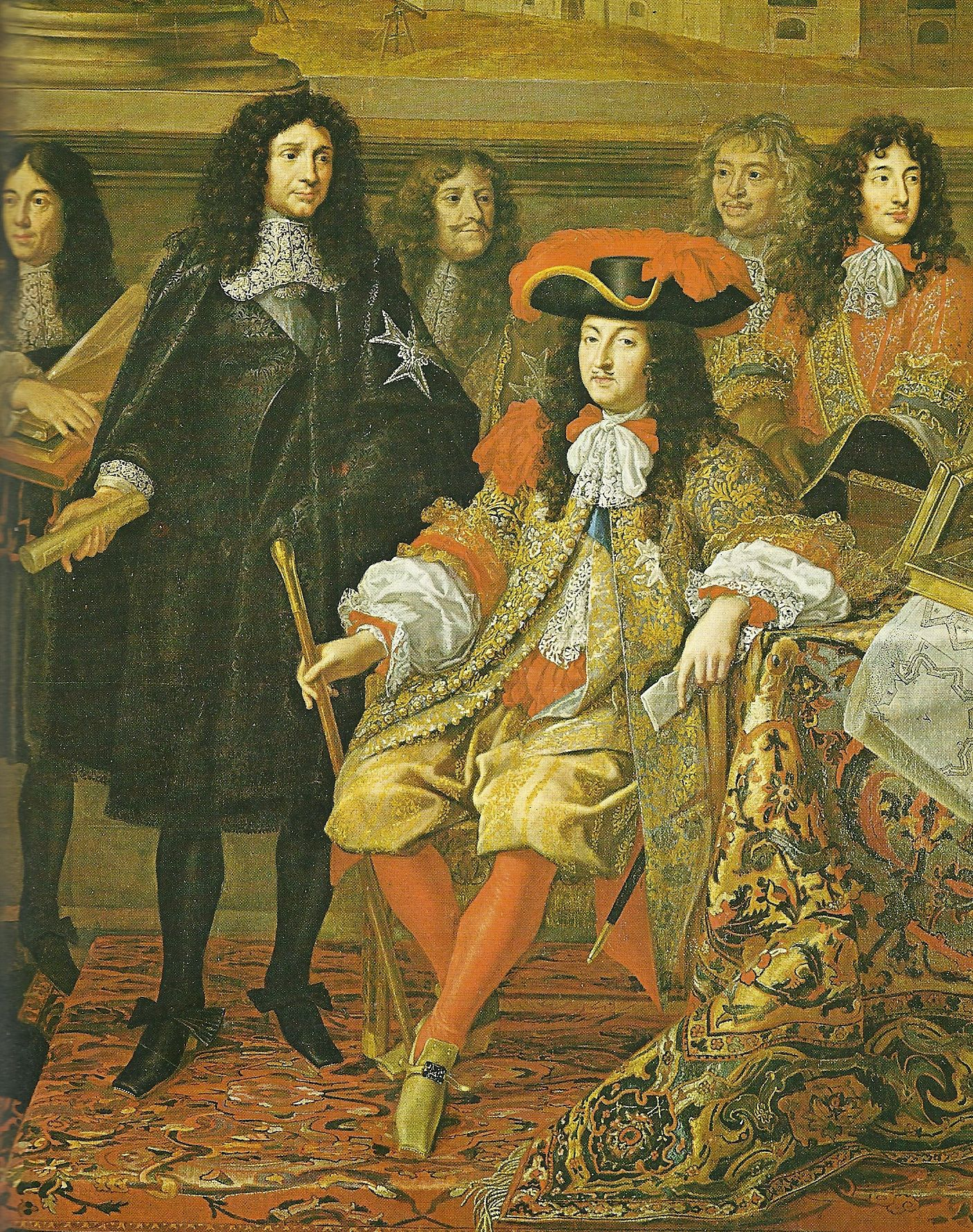
Rei Luís XIV da França. 1667.
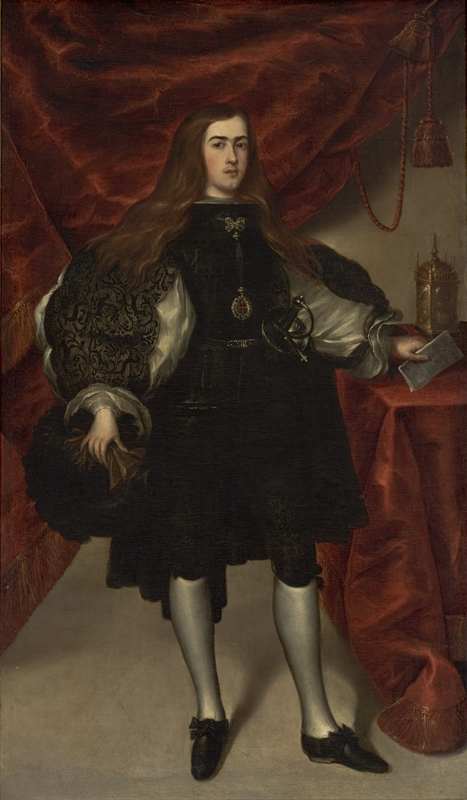
Duque de Pastrana. Espanha, 1670.
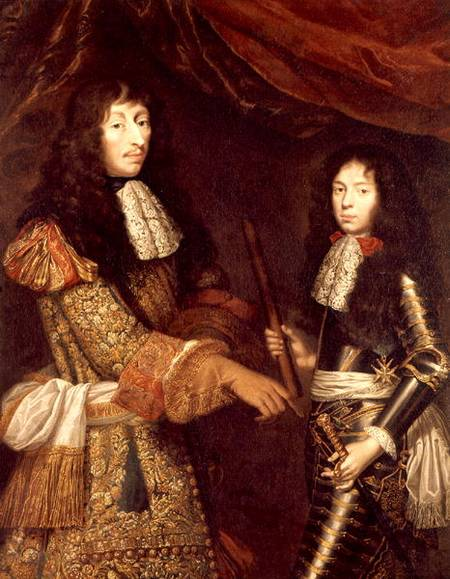
Luís II, príncipe de Condé e seu filho. França, 1675.
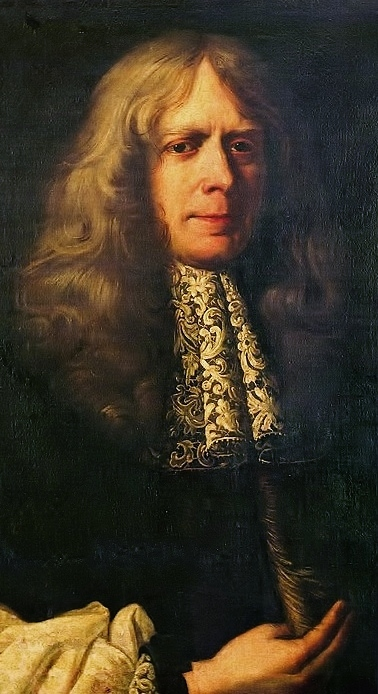
Luís de Vasconcelos e Sousa. Portugal, c. 1680.
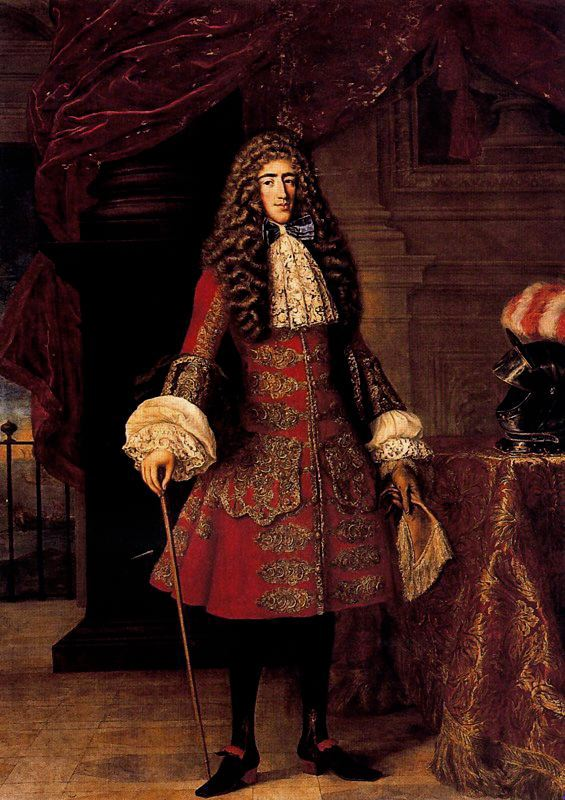
Don Luis de la Cerda, usando um casaco justacorps. Espanha, 1684.
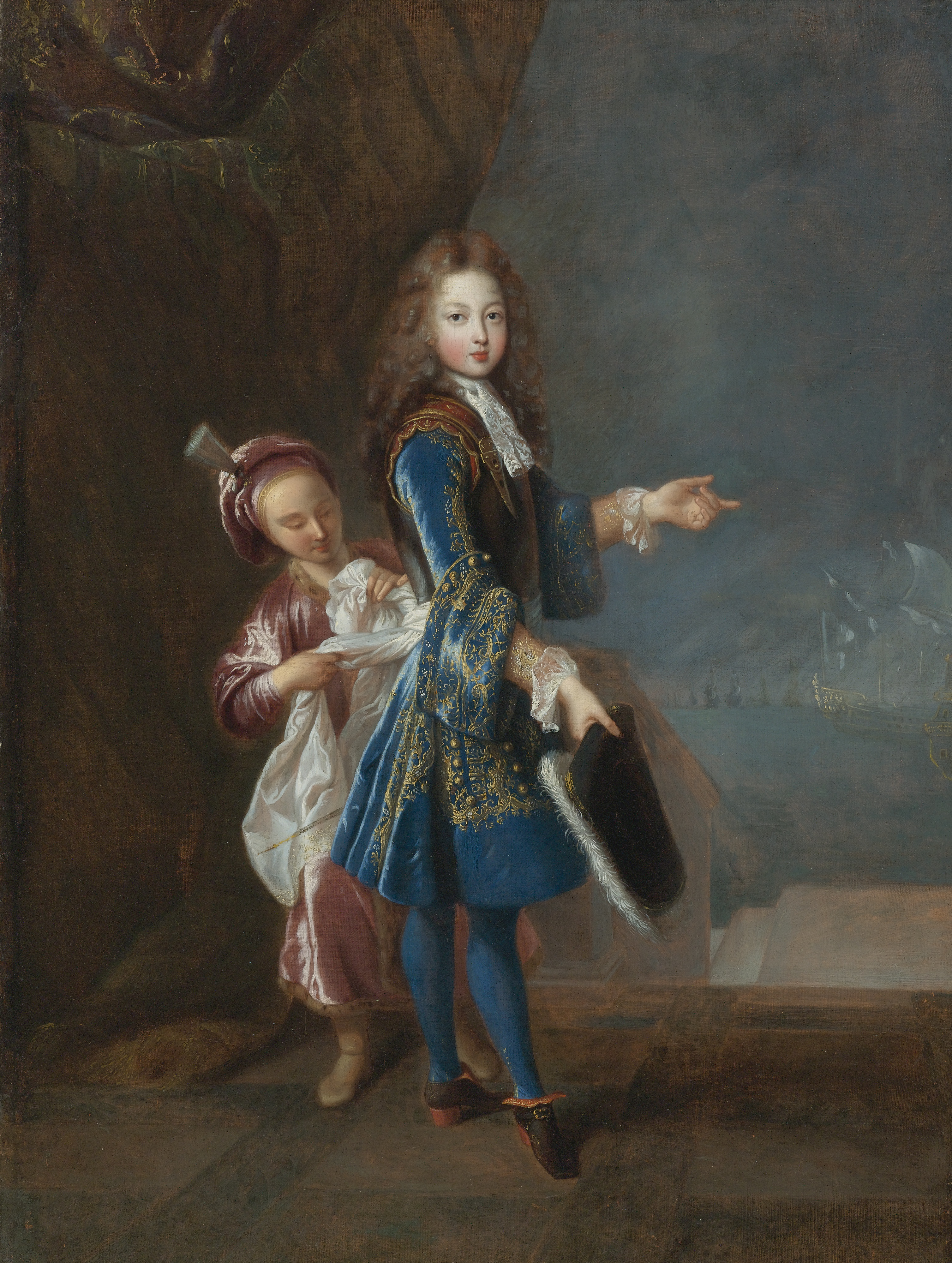
Luís Alexandre de Bourbon. França, c. 1685–89.
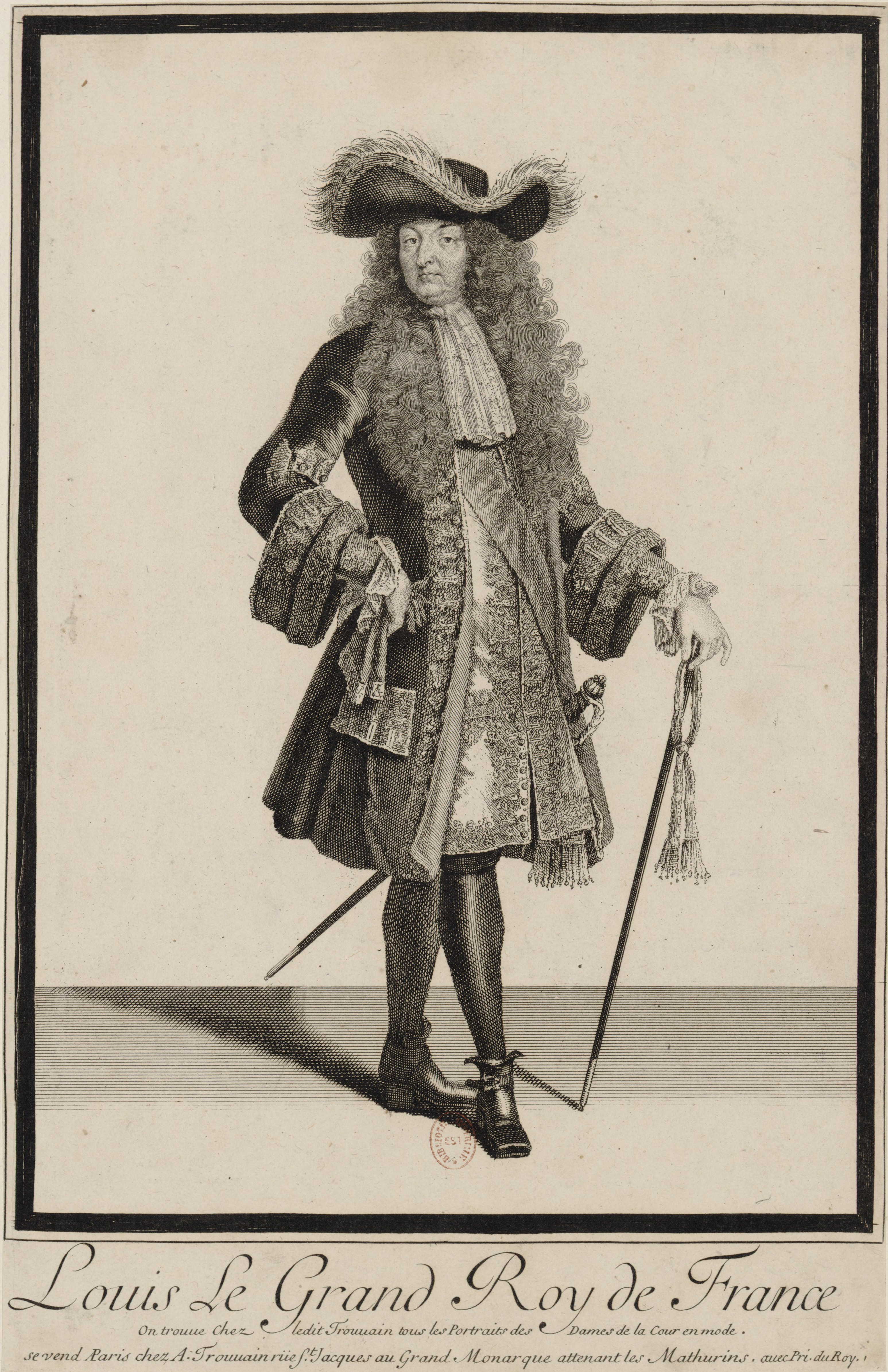
Luís XIV. França, c. 1680-1690.
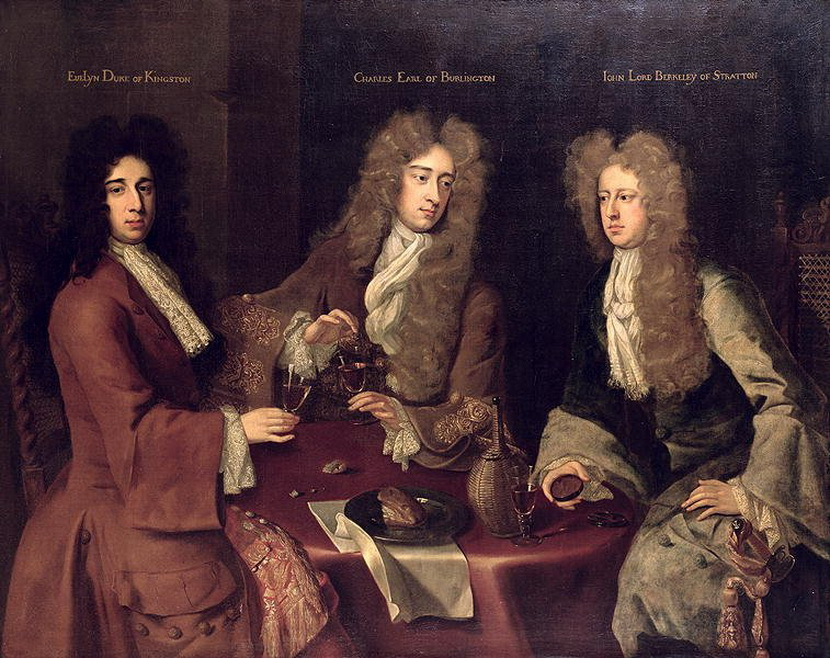
O Conde de Burlington, o Duque de Kingston e o Barão Berkeley. Inglaterra, 1697.
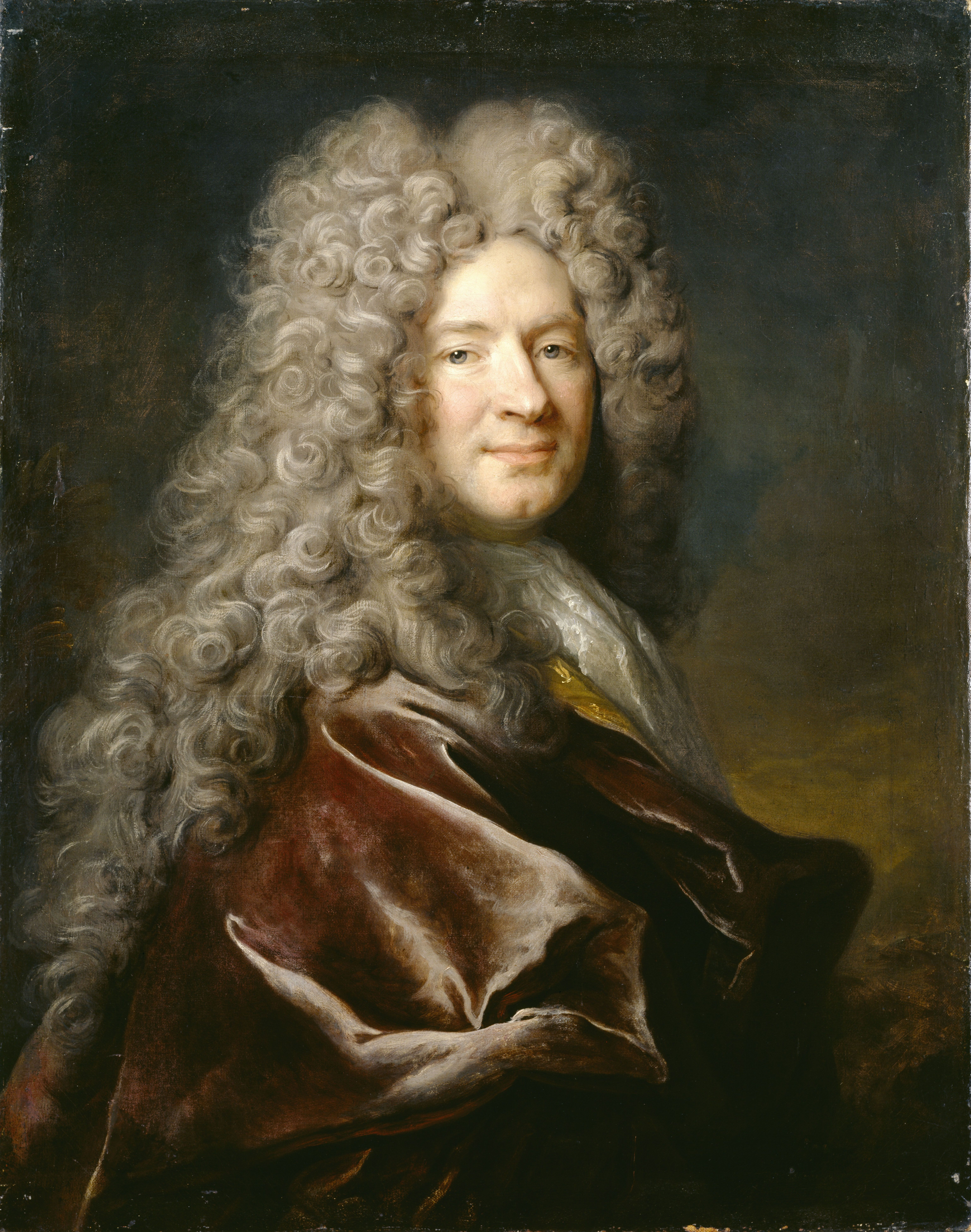
Nicolas de Largillière. França, 1700.

| História da moda | História da moda | História da moda |
| ---------------- | --- | ---------------- |
| Antiguidade      | Egípcio · Bíblico · Romano · Greco · Indiano · Chinês                                                                            |                  |
| Medieval         | Bizantino · Anglo-saxão · Inglês · Japonês · Coreano · Otomano · Europeu (Século XII · Século XIII · Século XIV · Século XV)     |                  |
| Anos 1500–1820   | Renascença · (1500–1550 · 1550–1600 · 1600–1650 · 1650–1700) · Iluminismo (1700–1750 · 1750–1795) · Diretório (1795–1820 · 1820) |                  |
| Anos 1830–1910   | Vitoriano (1830 · 1840 · 1850 · 1860 · 1870 · 1880 · 1890) · Eduardiano (1900 · 1910)                                            |                  |
| 1920-1990        | 1920 · 1930–1945 · Pós-Guerra e Guerra Fria (1945–1960 · 1960 · 1970 · 1980)                                                     |                  |
| 2000-presente    | 1990 · 2000 · 2010 · 2020 |                  |

1. ↑  Ribeiro, Aileen: Moda e Ficção: Vestido em Arte e Literatura na Inglaterra Stuart, Yale, 2005, ISBN978-0-300-10999-3
2. ↑  de Marly, "Despir-se na Obra de Lely"
3. ↑  Gordenker, Van Dyck e a representação do vestido no retrato do século XVII
4. ↑  Ribeiro, Aileen, sobre as origens da mântua no final do século XVII, em Dress in XVIII Century Europe 1715–1789 ; Ashelford, Jane, A Arte de Vestir
5. ↑  Black, J. Anderson e Madge Garland: A Historia da Moda, Morrow, 1975 ISBN 978-0-688-02893-0